# Chalcides parallelus
Chalcides parallelus là một loài thằn lằn trong họ Scincidae. Loài này được Doumergue mô tả khoa học đầu tiên năm 1901.